# 서산 박첨지 놀이
서산 박첨지 놀이(瑞山 박첨지 놀이)는 대한민국 충청남도 서산시 음암면 탑곡리에 있는 무형문화재이다. 2000년 1월 11일 충청남도의 무형문화재 제26호로 지정되었다.

## 개요
박첨지놀이는 고려시대부터 양반사회의 모순을 풍자하면서 서민층에서 즐겨 놀았던 민속극으로 꼭두각시놀음, 홍동지놀음, 꼭두박첨지놀음 등으로 불리며 남사당패에 의해 전해 왔다.
인형을 매체로 한 사회풍자극인 박첨지 놀이의 ‘박’은 인형을 바가지로 만들었다는데서 비롯되었고 ‘첨지’는 벼슬 이름으로 양반을 해학적으로 풍자하여 붙여진 이름이다. 현재는 고(故) 주연산씨를 거쳐 서산 음암 마을주민 20여 명으로 구성된 보존위원회에서 명절날 마을 놀이로 행하고 있다. 이 놀이는 박첨지마당 네거리와 평안감사마당 세거리의 2마당 7거리로 구성되는 마당극으로 막 뒤에서 여러 사람이 인형을 움직이며 관객과 묻고 대답하는 형식으로 진행된다.
박첨지놀이는 주인공 박첨지를 통해 가부장적이고 퇴폐적인 양반 사회의 모순을 해학과 풍자로 승화시킨 우리나라에서 유일한 마을단위의 민속인형극이며, 가면·탈·풍물도 예술적 가치도 높다는 평가를 받고 있다.

## 참고 문헌
- 서산박첨지놀이 - 국가유산청 국가유산포털